# ایرینا بیورکلوند
ایرینا بیورکلوند (فنلاندی: Irina Björklund؛ زادهٔ ۷ فوریهٔ ۱۹۷۳) بازیگر فنلاندی-سوئدی است.
از فیلم‌هایی که وی در آن نقش داشته است، می‌توان به آمریکایی، سه مرد عاقل، کشیش شریر، جاده شمال و کمین اشاره کرد.